# Renaissance (album de Renaissance)
Pour les articles homonymes, voir Renaissance (homonymie).
Albums de Renaissance
Illusion
(1971)
Renaissance est le premier album du groupe de rock progressif britannique Renaissance, sorti en 1969. Il est formé des ex-Yardbirds, Keith Relf au chant, à la guitare et à l'harmonica et Jim McCarty à la batterie, John Hawken au piano et au clavecin, Louis Cennamo à la basse et Jane Relf la sœur de Keith au chant et aux chœurs. 

## Titres
Toutes les chansons sont de Keith Relf, Jim McCarty, John Hawken et Louis Cennamo, sauf mention contraire.

### Face 1
1. Kings and Queens – 10:56
2. Innocence – 7:07

### Face 2
1. Island – 5:58
2. Wanderer (Hawken, McCarty) – 4:02
3. Bullet – 11:21

## Musiciens
- Keith Relf : chant (1, 2, 5), guitare, harmonica
- Jane Relf : chant (3, 4, 6, 7), percussions
- John Hawken : piano, clavecin
- Louis Cennamo : basse
- Jim McCarty : batterie, percussions, chant sur (2)